# パラマッタの旧総督官邸
座標: 南緯33度48分35秒 東経150度59分42秒 / 南緯33.80972度 東経150.99500度
パラマッタの旧総督官邸は、現在ではオーストラリア・シドニーの郊外に位置するパラマタ地区にあるニューサウスウェールズ植民地初期の建築物群である。1788年のオーストラリア入植以来の歴史とイギリス帝国の発展を象徴付ける建築物であり、考古学的にも価値の高い建築物群である。
2010年7月、オーストラリア国内の他の10の遺跡と共に、オーストラリアの囚人遺跡群の1つとして、国際連合教育科学文化機関の世界遺産に登録された。

## 建築物
旧総督官邸は広大なパラマタ公園(110ha)の中にある。官邸は、オーストラリア国内の公共建築物では、最古のものである。1799年、ハンター総督が官邸の中核となる建物を建てた。しかし、基礎の施工が不十分であったため、10年後には大規模な改修が必要になった。現存する建築物は、マッコーリー総督時代に改築したものである。イギリスの建築様式が直接、オーストラリアに導入された一例で、その水準も高い。

## 世界遺産登録基準
この世界遺産は世界遺産登録基準のうち、以下の条件を満たし、登録された（以下の基準は世界遺産センター公表の登録基準からの翻訳、引用である）。
- (4) 人類の歴史上重要な時代を例証する建築様式、建築物群、技術の集積または景観の優れた例。
- (6) 顕著で普遍的な意義を有する出来事、現存する伝統、思想、信仰または芸術的、文学的作品と直接にまたは明白に関連するもの（この基準は他の基準と組み合わせて用いるのが望ましいと世界遺産委員会は考えている）。